# Megachernes ryugadensis
Megachernes ryugadensis är en spindeldjursart som beskrevs av Kuniyasu Morikawa 1954. Megachernes ryugadensis ingår i släktet Megachernes och familjen blindklokrypare.

## Underarter
Arten delas in i följande underarter:
- M. r. myophilus
- M. r. naikaiensis
- M. r. ryugadensis